# Gottlösa
Gottlösa är en bebyggelse norr om Mantorp vid länsväg 206 i Veta socken i Mjölby kommun. Från 2015 avgränsar SCB här en småort.